# Thirsk
Thirsk é uma pequena cidade inglesa localizada na paróquia civil de Hambleton, distrito de North Yorkshire.